# Lőrinc Szabó
Lőrinc Szabó gáborjáni  (n. 31 martie 1900, Miskolc - d. 3 octombrie 1957, Budapesta) a fost un poet și traducător maghiar.

## Biografie
Familia sa a fost de condiție modestă, tatăl său a fost mecanic de locomotivă.
A studiat la Liceul din Debrețin, apoi la Facultatea de Drept din Budapesta.
În 1922 a publicat primul volum de versuri ”Pământ, pădure,Dumnezeu”.

## Cărți

### Culegeri de versuri
- Föld, erdő, Isten (Pământ, pădure, Dumnezeu, 1922)
- Kalibán (Caliban, 1923)
- Fény, fény, fény (Lumină, lumină,lumină, 1926)
- A Sátán műremekei (Capodoperele Satanei, 1926)
- Te meg a világ (Tu și lumea, 1932)
- Különbéke (Pace separată, 1936)
- Harc az ünnepért (Luptă pentru sărbătoare, 1938)
- Régen és most (Odată și acum, 1943)
- Tücsökzene (Cântecul greierului, 1947)
- A huszonhatodik év (Anul 26, 1957)

## Scrieri traduse în limba română
- Szabó Lőrinc - Anul 26 poezii - colectia Poesis, Univers, București, 1981 traduceri de Elisabeta Dobrițoiu; prefață de Adrian Popescu